# Pic de Perris
El Pic de Perris és una muntanya de 1.046 metres que es troba al municipi de la Quar, a la comarca catalana del Berguedà.